# Микуњ
Микуњ (рус. Микунь) град је у Русији у Комији. Према попису становништва из 2010. у граду је живело 10730 становника.

## Становништво
| 1959.  | 1970.  | 1979.  | 1989.  | 2002.  | 2010.  |
| ------ | ------ | ------ | ------ | ------ | ------ |
| 11.347 | 10.389 | 11.326 | 12.507 | 11.680 | 10.730 |